# Palenciana (kommunhuvudort)
Palenciana är en kommunhuvudort i Spanien.   Den ligger i provinsen Province of Córdoba och regionen Andalusien, i den södra delen av landet, 400 km söder om huvudstaden Madrid. Palenciana ligger 395 meter över havet och antalet invånare är 1 562.
Terrängen runt Palenciana är platt åt sydost, men åt nordväst är den kuperad. Runt Palenciana är det ganska glesbefolkat, med 48 invånare per kvadratkilometer. Närmaste större samhälle är Lucena, 19,8 km norr om Palenciana. Trakten runt Palenciana består till största delen av jordbruksmark.